# 天主教蘇爾莫納-瓦爾瓦教區
天主教蘇爾莫納-瓦爾瓦教區（拉丁語：Dioecesis Sulmonensis-Valvensis）是天主教會在義大利的一個教區。屬拉奎拉總教區。
兩個教區被認為在五至六世紀成立，雖然瓦爾瓦傳統上相信是由福利尼奧的菲利西亞諾開教。在教宗西瑪克在位期間（約五世紀末），曾提及兩教區各自主教的名字。但自良九世起兩個教區長期是由一個主教牧養，此例於13世紀成為定制，並在1818年6月27日發出的De utiliori宗座詔書中獲得確認。
1972年8月15日由直屬聖座改由新成立的拉奎拉教省管轄。1986年9月30日兩個教區合併，組成新的蘇爾莫納-瓦爾瓦教區。
教區範圍包括拉奎拉省東南部四十三市、基耶蒂省四市及佩斯卡拉省兩市，2010年有教友81,058人，佔轄區總人口98.1%。教區下轄七十六個堂區，有七十二名司鐸。現任教區主教為安傑洛·斯皮納。